# Forte do Alto do Duque
O Forte do Alto do Duque localiza-se no extremo sudoeste do Parque Florestal de Monsanto, na freguesia de Ajuda, no município e distrito de Lisboa, em Portugal.

## História
A sua construção deu-se entre 1875 e 1890, em terrenos que faziam parte da quinta do Duque do Cadaval.
Integrava a linha de fortificações do Campo Entrincheirado de Lisboa que defendia a barra do rio Tejo na altura de Monsanto, juntamente com o Forte do Bom Sucesso.
No século XX serviu de base a um destacamento militar com o seu nome, criado em 1932. Entrou em combate em 1936, respondendo o fogo da artilharia dos navios portugueses que se revoltaram e tentaram sair do Tejo para apoiar as forças republicanas espanholas, durante a Guerra Civil Espanhola.
A seguir à Revolução dos Cravos serviu de quartel-general ao Comando Operacional do Continente (COPCON). Nessa capacidade, era um dos alvos da Intentona de 11 de Março de 1975, aeronaves dos spinolistas circundando a zona nesse dia para intimidamento, mas afastadas por tiros dos defensores. Frustrado o seu plano noutras frentes, os atacantes não chegariam a colocar tropas nas imediações do forte. O COPCON é extinguido com o 25 de Novembro desse ano.
Na década de 1990, instalou-se aí, durante algum tempo, o quartel-general do Comando Operacional das Forças Terrestres.
Foi sede do Serviço de Informações Estratégicas de Defesa (SIED) até 2015.
Actualmente, desde Abril de 2019, é a sede da Divisão de Investigação Criminal da PSP de Lisboa.
Em setembro de 2019 o forte faz parte da lista de edifícios militares a alienar publicada em Diário da República.

## Características
O forte apresenta planta no formato pentagonal irregular. Encontra-se enterrado, ao nível da cota do terreno, envolvido por um fosso. Compreende edifício da caserna independente. Em seu interior compreende ainda uma construção de planta centralizada, com cisterna de abóbada tornejante.